# 2121 Севастопољ
2121 Севастопољ је астероид главног астероидног појаса са средњом удаљеношћу од Сунца која износи 2,183 астрономских јединица (АЈ).
Апсолутна магнитуда астероида је 12,3.